# Longfellow Mountains
Der Name Longfellow Mountains wurde 1959 vom Staate Maine als Name für die gesamten Gebirge des Staates beschlossen. Er wurde zu Ehren des Dichters Henry Wadsworth Longfellow, der in Maine geboren wurde. Sie sind keine zusammenhängende Bergkette, sondern die Gesamtheit der Gebirge in Maine. Obwohl der Name offiziell gilt, ist er ungebräuchlich. Topographisch wie geologisch sind die Longfellows die verstreutere Fortsetzung der White Mountains von New Hampshire nach Osten und Norden, wo sich das Bergland bis nach Quebec erstreckt, und damit Teil der Appalachen. Der höchste Berg ist zugleich der höchste Berg Maines, der Mount Katahdin. Obwohl die Berge verglichen mit den White Mountains oder den Adirondacks niedriger sind, haben sie eine größere Fläche oberhalb der in diesem Gebiet niedriger liegenden Baumgrenze. Abgesehen vom Baxter State Park, der den Mount Katahdin umgibt, und dem Gebiet entlang des Appalachian Trails, der sich gut 450 Kilometer durch Maine erstreckt, befindet sich der größte Teil des Landes im Besitz der Papierindustrie.